# Kościół Matki Boskiej Różańcowej w Sosnowcu
Kościół Matki Boskiej Różańcowej – kościół parafialny należący do diecezji śląsko-łódzkiej Kościoła Starokatolickiego Mariawitów w RP. Znajduje się w sosnowieckiej dzielnicy Pogoń.

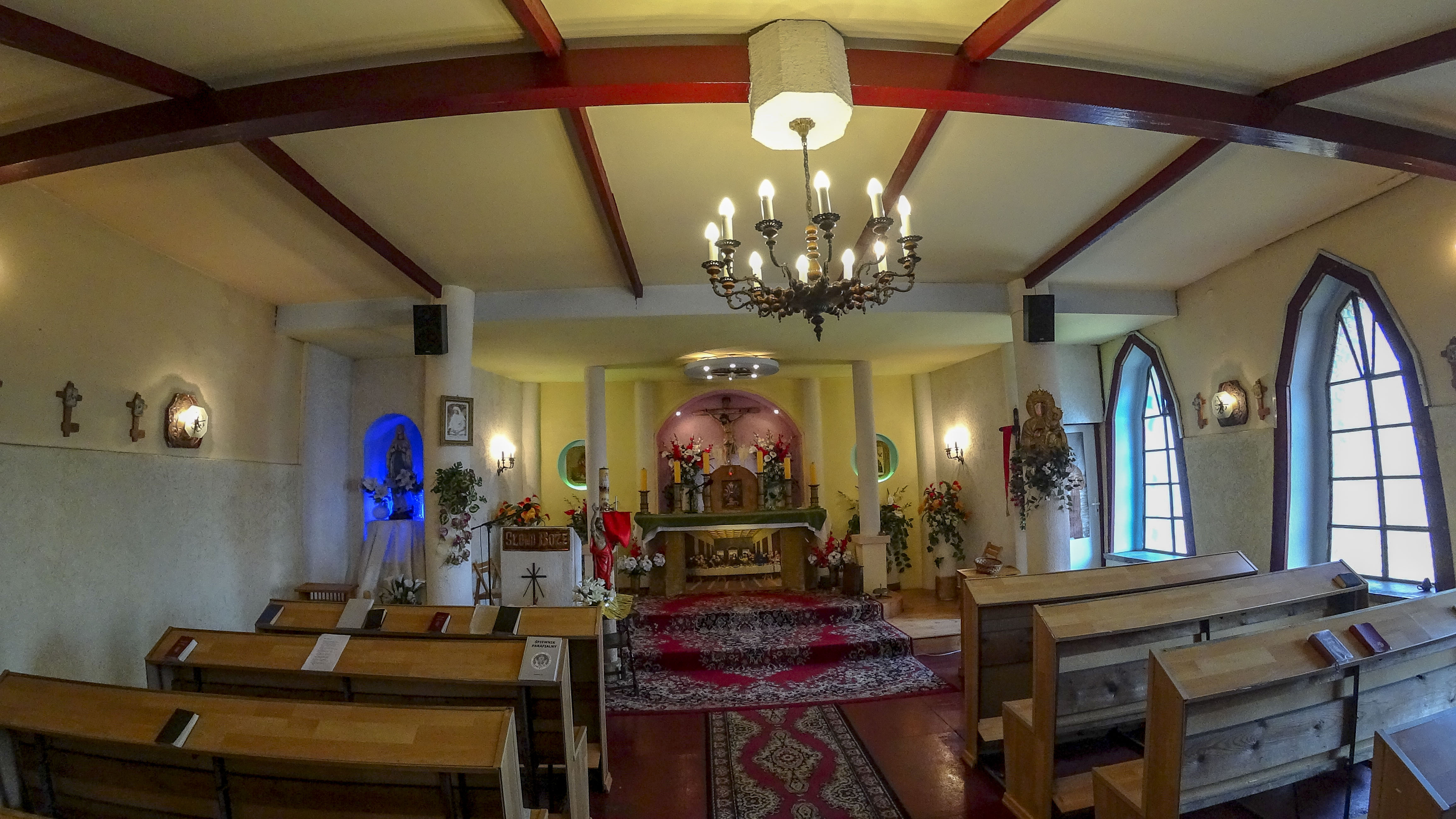
Wnętrze świątyni

Budowa świątyni została rozpoczęta w 1909 roku w Wygwizdowie (znanym w tym czasie pod obiegową nazwą Osada Pruska, a w nomenklaturze urzędniczej Nowa Pogoń). Kościół został konsekrowany w 1910 roku. Wkrótce po tym wydarzeniu świątynia została zdemolowana przez społeczność rzymskokatolicką. 
Świątynia znajduje się w gminnej ewidencji zabytków miasta Sosnowca.